# Glypta timberlakei
Glypta timberlakei är en stekelart som beskrevs av Dasch 1988. Glypta timberlakei ingår i släktet Glypta och familjen brokparasitsteklar. Inga underarter finns listade i Catalogue of Life.